# Gāvshān-e Soflá
Gāvshān-e Soflá (persiska: گاوشان سفلی) är en ort i Iran.   Den ligger i provinsen Kermanshah, i den västra delen av landet, 400 km väster om huvudstaden Teheran. Gāvshān-e Soflá ligger 1 385 meter över havet och antalet invånare är 103.
Terrängen runt Gāvshān-e Soflá är kuperad söderut, men norrut är den platt.Runt Gāvshān-e Soflá är det ganska tätbefolkat, med 185 invånare per kvadratkilometer. Närmaste större samhälle är Kermānshāh, 17,1 km nordväst om Gāvshān-e Soflá. Trakten runt Gāvshān-e Soflá består till största delen av jordbruksmark.